# Benjamin Toniutti

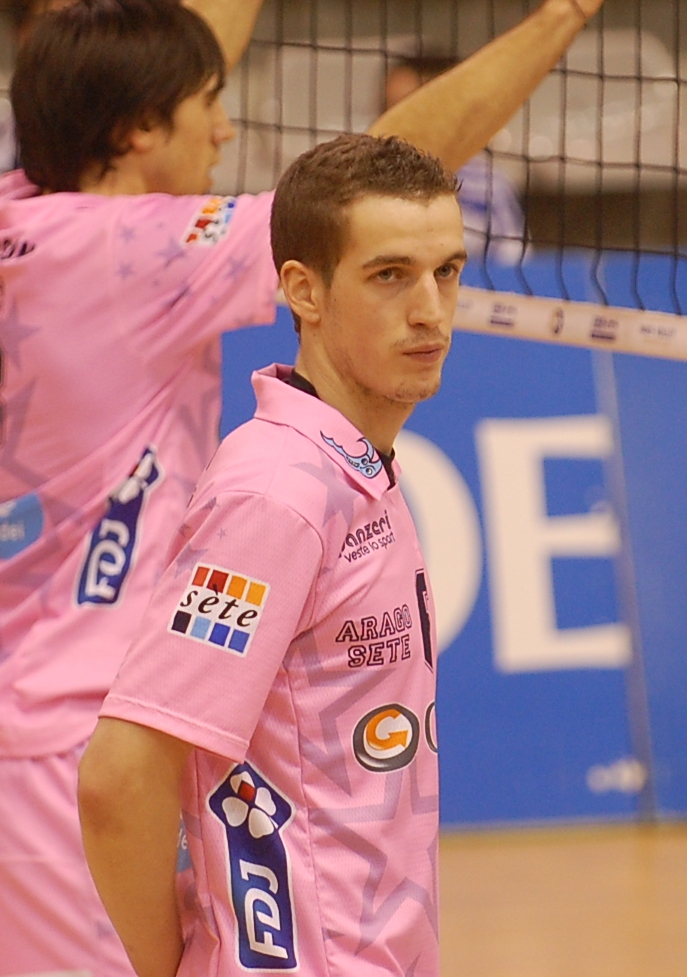
Benjamin Toniutti zawodnikiem Arago de Sète

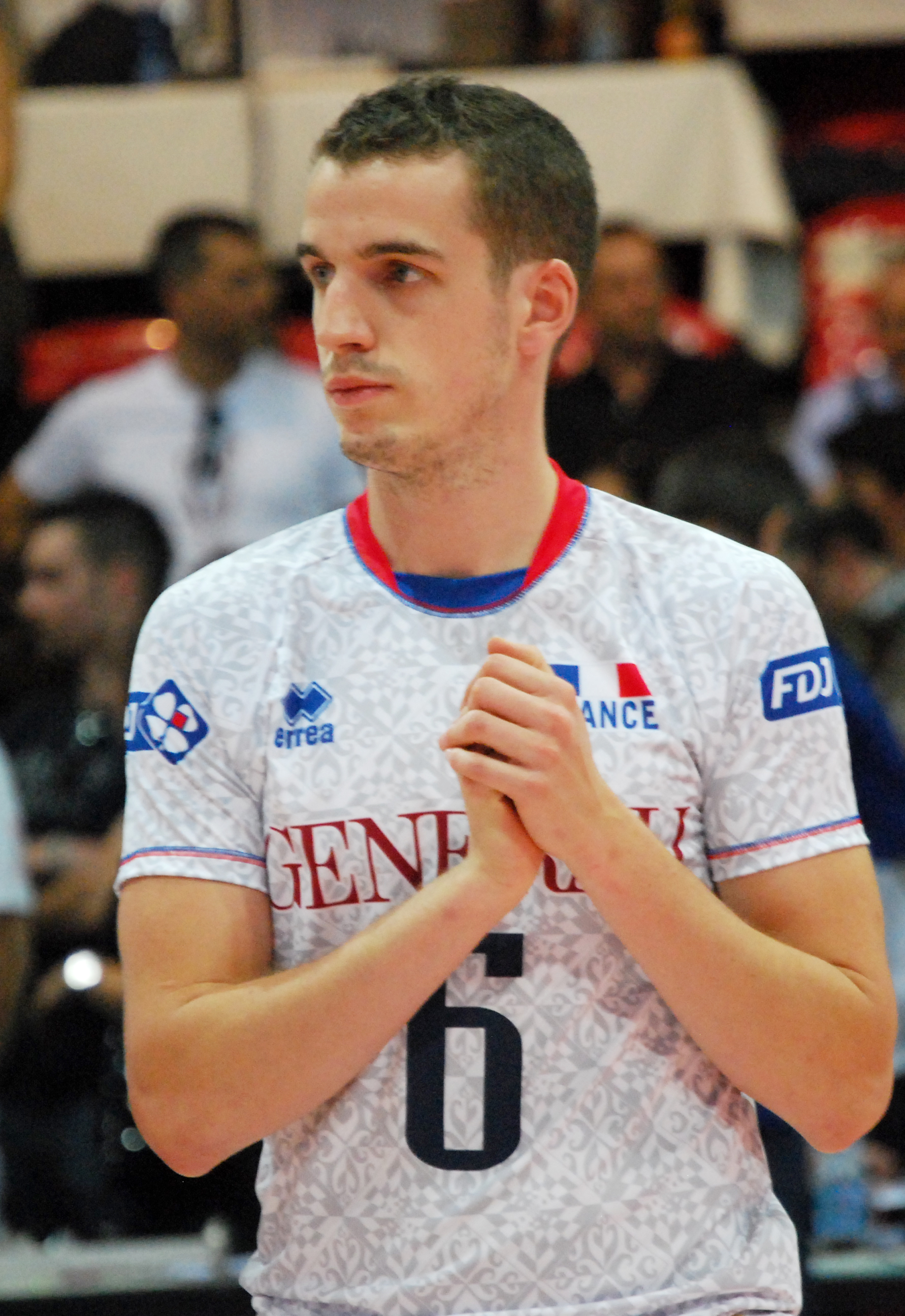
Benjamin Toniutti reprezentantem Francji w 2013 roku

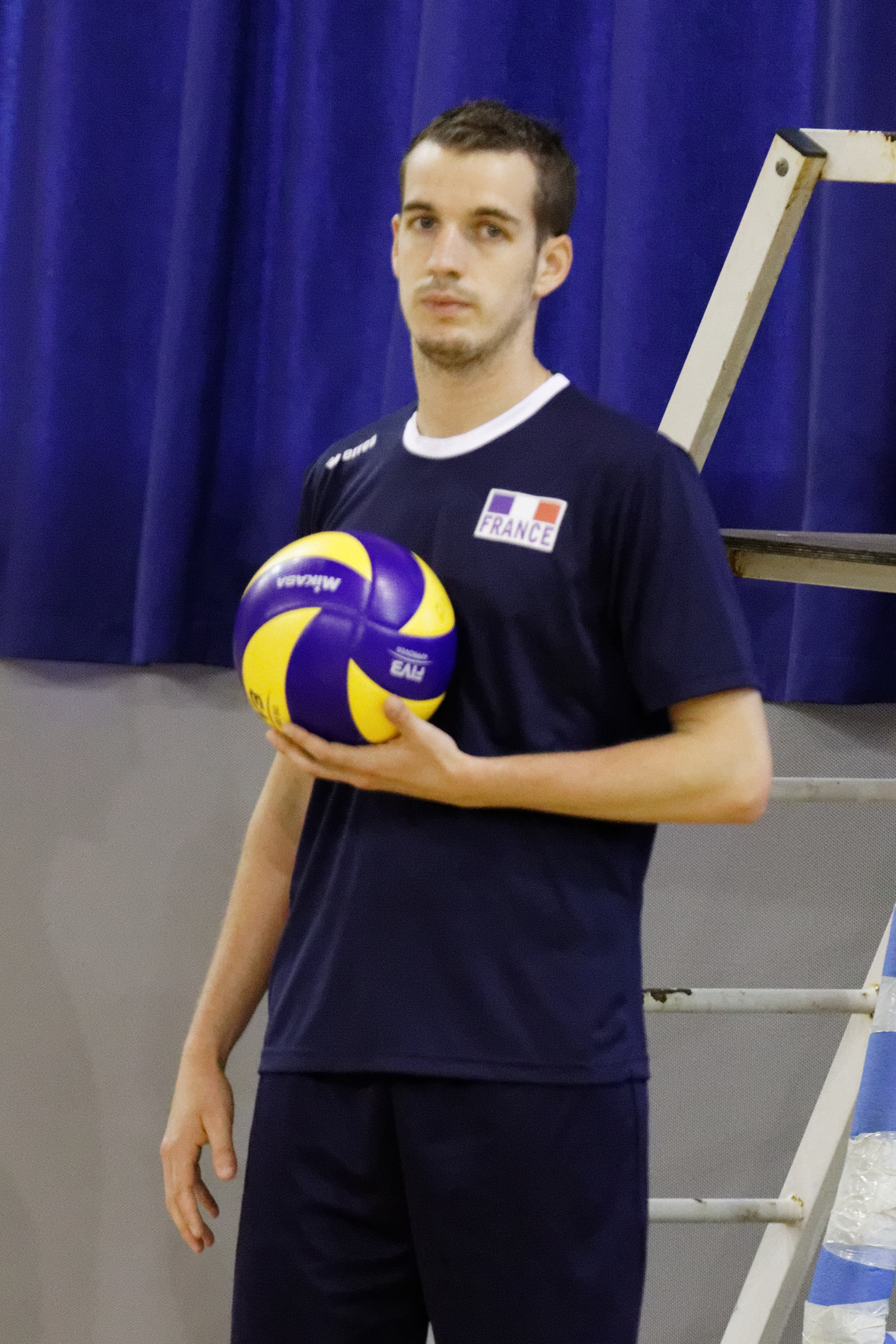
Benjamin Toniutti reprezentantem Francji w 2014 roku

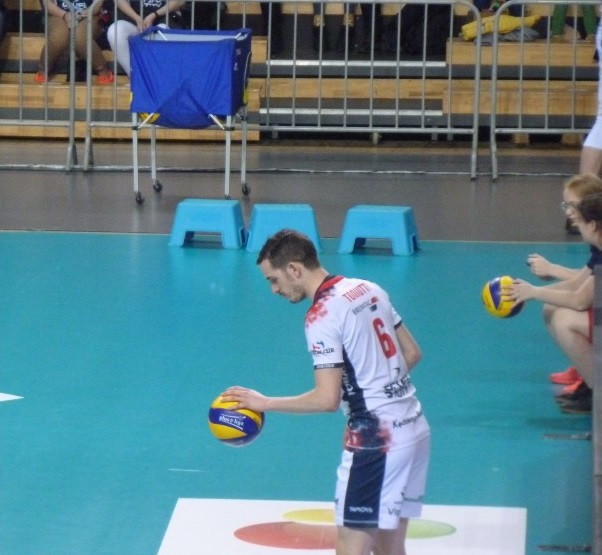
Benjamin Toniutti zawodnikiem ZAKSY Kędzierzyn-Koźle

Benjamin Toniutti (ur. 30 października 1989 w Miluzie) – francuski siatkarz, reprezentant kraju, grający na pozycji rozgrywającego. 
Ojciec Toniuttiego urodził się we Włoszech w okolicach Udine. W dzieciństwie mały Ben spędzał czas u dziadków w regionie Friuli.
Jego żona ma na imię Emilie, z którą ma trzy córki. Najstarsza z córek umie dobrze mówić po polsku oraz trenuje siatkówkę w Żorach.
8 maja 2024 roku Benjamin Toniutti miał zaszczyt nieść znicz olimpijski od francuskiej miejscowości Millau do portowego miasta na południu Francji do Sète.
Kompleks sportowy COSEC w Pfastatt od sierpnia 2025 roku nosi jego nazwisko. Rozgrywający reprezentacji Francji właśnie tam stawiał swoje pierwsze kroki w siatkówce. Pfastatt jest rodzinnym miastem siatkarza. Jest on wyróżniony Orderem Narodowym Zasługi (Ordre national du Mérite).

## Przebieg kariery
| Lata                                      | Klub                   |                   |                   |                   |                   |                   |                   |                   |                   |                   |
| Kariera juniorska                         | Kariera juniorska      | Kariera juniorska | Kariera juniorska | Kariera juniorska | Kariera juniorska | Kariera juniorska | Kariera juniorska | Kariera juniorska | Kariera juniorska | Kariera juniorska |
| ----------------------------------------- | ---------------------- | ----------------- | ----------------- | ----------------- | ----------------- | ----------------- | ----------------- | ----------------- | ----------------- | ----------------- |
| 1996–2005                                 | VB Pfastatt            |                   |                   |                   |                   |                   |                   |                   |                   |                   |
| 2005–2009                                 | CNVB                   |                   |                   |                   |                   |                   |                   |                   |                   |                   |
| Kariera seniorska                         |                        |                   |                   |                   |                   |                   |                   |                   |                   |                   |
| 2009–2013                                 | Arago de Sète          |                   |                   |                   |                   |                   |                   |                   |                   |                   |
| 2013–2014 (do 21.11.2014)                 | CMC Rawenna            |                   |                   |                   |                   |                   |                   |                   |                   |                   |
| 2014–2014 (od 23.11.2014) (do 30.12.2014) | Zenit Kazań            |                   |                   |                   |                   |                   |                   |                   |                   |                   |
| 2015–2015 (od 31.01.2015)                 | VfB Friedrichshafen    |                   |                   |                   |                   |                   |                   |                   |                   |                   |
| 2015–2021                                 | ZAKSA Kędzierzyn-Koźle |                   |                   |                   |                   |                   |                   |                   |                   |                   |
| 2021–                                     | Jastrzębski Węgiel     |                   |                   |                   |                   |                   |                   |                   |                   |                   |

## Sukcesy klubowe
Puchar Rosji:
- 2014

Puchar Niemiec:
- 2015

Mistrzostwo Niemiec:
- 2015

Mistrzostwo Polski:
- 2016, 2017, 2019, 2023[6], 2024[7]
- 2018, 2021, 2022[8]

Puchar Polski:
- 2017, 2019, 2021, 2025[9]

Superpuchar Polski:
- 2019, 2020, 2021, 2022[10]

Liga Mistrzów:
- 2021
- 2023[11], 2024[12]
- 2025[13]

## Sukcesy reprezentacyjne
Mistrzostwa Europy Juniorów:
- 2008
- 2006

Mistrzostwa Europy Kadetów:
- 2007

Mistrzostwa Świata Kadetów:
- 2007

Liga Światowa:
- 2015, 2017
- 2016

Mistrzostwa Europy:
- 2015

Liga Narodów:
- 2022[14], 2024[15]
- 2018
- 2021

Igrzyska Olimpijskie:
- 2020, 2024[16]

## Nagrody indywidualne
- 2015: Najlepszy rozgrywający Ligi Światowej
- 2016: Najlepszy rozgrywający turnieju kwalifikacyjnego do Igrzysk Olimpijskich 2016
- 2016: Najlepszy rozgrywający Pucharu Polski
- 2016: Najlepszy rozgrywający w finale o Mistrzostwo Polski
- 2016: Najlepszy zagraniczny siatkarz w Polsce w plebiscycie Strefy Siatkówki
- 2017: Najlepszy rozgrywający Pucharu Polski
- 2017: Najlepszy rozgrywający Ligi Światowej
- 2017: Najlepszy rozgrywający Memoriału Huberta Jerzego Wagnera
- 2018: Najlepszy rozgrywający Ligi Narodów
- 2019: Najlepszy rozgrywający Pucharu Polski
- 2019: Siatkarz sezonu Plusligi 2018/2019 według "Przeglądu Sportowego "
- 2019: Najlepszy rozgrywający Mistrzostw Europy
- 2019: Najlepszy zagraniczny siatkarz w Polsce w plebiscycie Strefy Siatkówki
- 2020: Rozgrywający dekady według CEV[17]

## Odznaczenia
- Chevalier Orderu Legii Honorowej – 2021[18]
- Officier Orderu Narodowego Zasługi – 2024[19]